# Promieniowanie

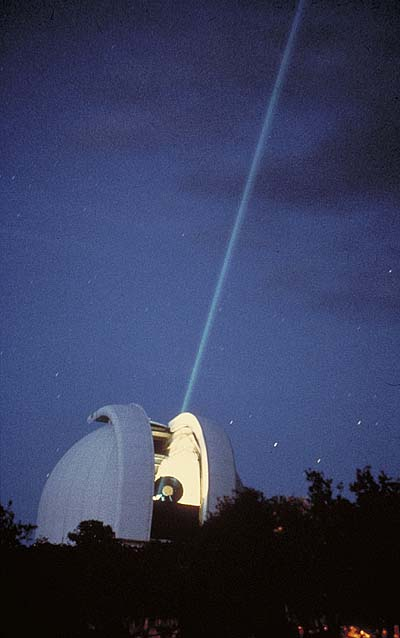
Promień lasera skierowany z obserwatorium do Księżyca, w celu zmierzenia odległości

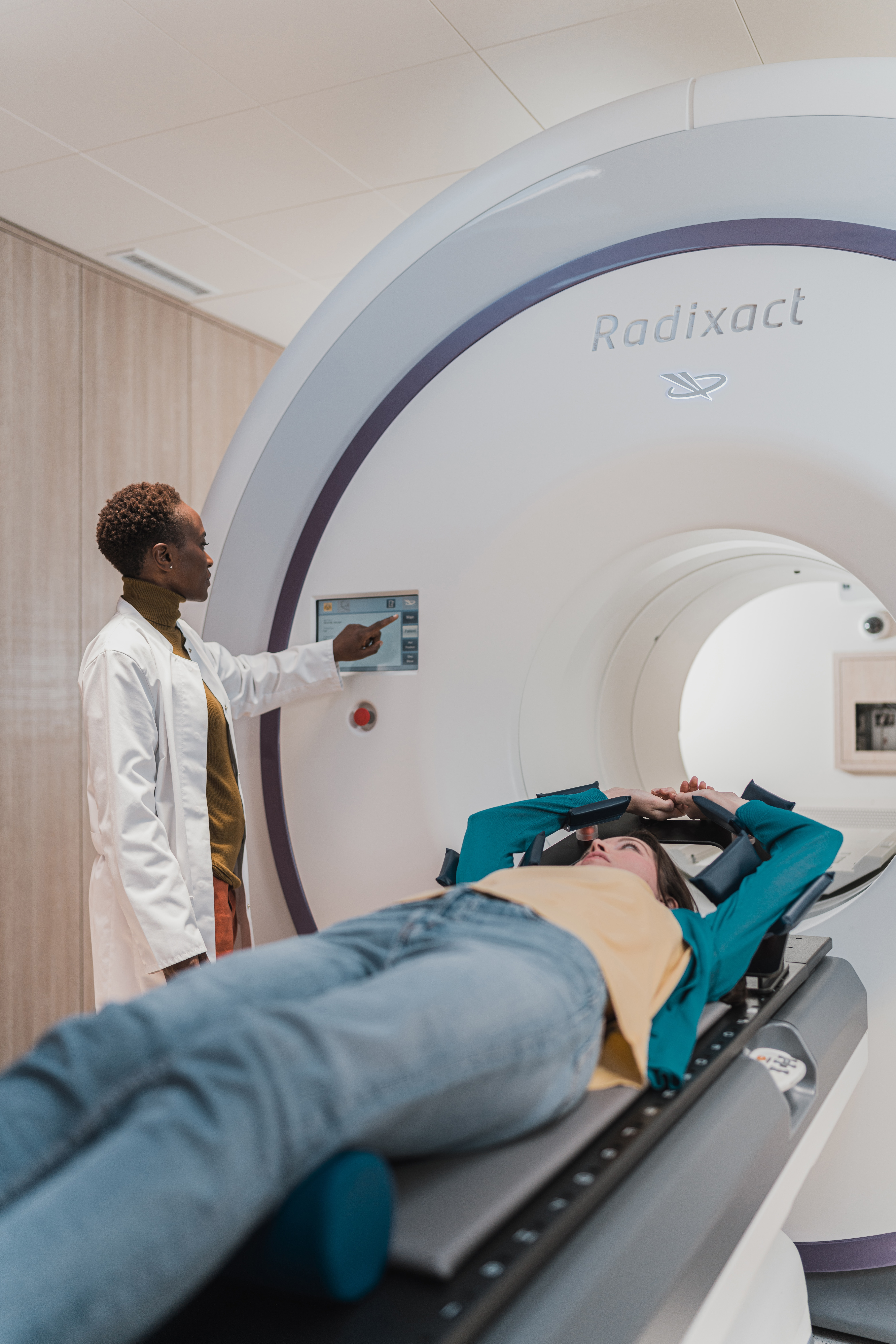
Przykład radioterapii – leczniczego użycia promieniowania jonizującego

Promieniowanie, radiacja – rodzaj strumienia cząstek lub niektórych innych fal, a także proces ich wysyłania (emisji). Promieniowaniem mogą być dowolne cząstki elementarne, ich układy jak jądra atomowe, a także fale czasoprzestrzeni zwane promieniowaniem grawitacyjnym.
Przyczyny promieniowania ciał są różne. Elektrodynamika przewiduje, że wysyłanie fal elektromagnetycznych towarzyszy przyspieszaniu ładunków; przykłady zjawisk tego typu to promieniowanie hamowania, promieniowanie synchrotronowe i promieniowanie cieplne. Inne źródła fal EM to np. rekombinacja plazmy, która wytworzyła mikrofalowe promieniowanie tła; zachodzą także emisja wymuszona, różne rodzaje luminescencji oraz niektóre reakcje jądrowe i cząstek elementarnych, na przykład anihilacja materii zwykłej z antymaterią. Przyczyną niektórych rozpadów jądrowych są za to oddziaływania słabe. Promieniowanie grawitacyjne powstaje m.in. przy spadaniu na siebie dwóch gęstych ciał jak gwiazda neutronowa i czarna dziura.
Od końca XVIII wieku odkryto coraz nowsze rodzaje promieniowania, dla których znaleziono szereg zastosowań naukowo-technicznych, ale wskazano też na zagrożenia płynące z nadmiaru promieni.

## Rodzaje promieniowania

Znak ostrzegający przed promieniowaniem jonizującym jak to rentgenowskie (X) oraz jądrowe

Znak ostrzegający przed promieniowaniem niejonizującym, np. radiowym lub mikrofalowym

Znak ostrzegający przed wiązkami laserowymi

Promieniowanie można podzielić na kilka sposobów, tj. wg różnych kryteriów:

### Według składu
- promieniowanie elektromagnetyczne (EM), złożone z fotonów – dzieli się je według energii na kilka kategorii, wspomnianych w osobnym artykule. Oprócz tego fale EM mogą mieć różne pochodzenie:
  - promieniowanie cieplne (termiczne) – promieniowanie elektromagnetyczne wysyłane przez każde ciało o temperaturze większej od zera bezwzględnego,
  - mikrofalowe promieniowanie tła (promieniowanie reliktowe),
  - promieniowanie laserowe,
  - promieniowanie synchrotronowe – wytwarzane przez naładowane cząstki poruszające się po okręgach w polu magnetycznym w synchrotronach lub w polu gwiazd neutronowych,
  - promieniowanie hamowania,
  - promieniowanie Czerenkowa,
- strumienie innych cząstek – pierwotnie nazywano je promieniowaniem korpuskularnym, jednak w latach 20. XX wieku udowodniono, że także fale EM mają naturę korpuskularną; przykłady nieelektromagnetycznych strumieni cząstek to część promieniowania jądrowego oraz kosmicznego;
- promieniowanie grawitacyjne.

### Według energii
- promieniowanie jonizujące
- promieniowanie niejonizujące

### Według źródła
- promieniowanie naturalne – promieniowanie radionuklidów zawartych w środowisku naturalnym,
- promieniowanie kosmiczne,
- promieniowanie słoneczne,
- promieniowanie atmosferyczne,
  - promieniowanie rozproszone,
- promieniowanie jądrowe – strumień cząstek wytwarzany podczas przemian jąder atomowych,
  - promieniowanie alfa – strumień jąder atomów helu,
  - promieniowanie beta – strumień elektronów lub pozytonów powstających z rozpadów beta,
  - promieniowanie gamma – wiązka fotonów o bardzo wysokiej energii,
- promieniowanie plazmy – promieniowanie wytwarzane przez plazmę.

## Dzieje badań
Historycznie pierwszym rodzajem promieniowania zaobserwowanym przez człowieka było światło widzialne. Pod koniec XVIII wieku odkryto podczerwień (IR), a w XIX wieku także nadfiolet (UV), mikrofale, fale radiowe i promienie rentgenowskie (X), które zidentyfikowano jako różne rodzaje fal elektromagnetycznych (EM), różniące się długością i przez to częstotliwością.
Pod koniec XIX wieku Henri Becquerel odkrył nowy rodzaj promieniowania, który Maria Skłodowska-Curie nazwała promieniotwórczością (radioaktywnością), a Ernest Rutherford udowodnił, że jest to forma rozpadu atomu – przekształcania go w atomy lżejszych pierwiastków. W XX wieku odkrycie jądra atomowego pozwoliło udowodnić, że promienie te pochodzą właśnie stamtąd – przez co są nazywane promieniowaniem jądrowym. Część z nich, konkretniej promieniowanie gamma (γ), okazało się jeszcze jednym rodzajem fali elektromagnetycznej, jednak promieniowanie alfa (α) i beta (β) jest złożone z cząstek naładowanych, jak się potem okazało – jąder helu (He2+) oraz elektronów (e−) i pozytonów (e+). Dekady później potwierdzono, że rozpadom beta towarzyszy też emisja obojętnych elektrycznie i prawie nieważkich neutrin (ν).
W 1912 roku Victor Franz Hess odkrył promieniowanie kosmiczne, w którym znaleziono potem cząstki nieobserwowane wcześniej jak piony (π) czy mion (μ). W 1916 roku Albert Einstein zapoczątkował spekulacje o promieniowaniu grawitacyjnym, a późniejsi fizycy – w tym Andrzej Trautman – przewidzieli, że są one ścisłym przewidywaniem ogólnej teorii względności, z której wynika możliwość ich obserwacji. Ostateczne dowody tego zjawiska ogłoszono w 2016 roku, co otworzyło nową dziedzinę astronomii.

## Rola
Wpływ promieniowania na organizmy żywe jest zróżnicowany:
- życie wymaga odpowiedniej temperatury, którą Ziemia utrzymuje dzięki promieniowaniu cieplnemu Słońca. Poza tym część organizmów bezpośrednio potrzebuje światła – rośliny i sinice to fototrofy, tzn. żywią się procesem fotosyntezy, a ciało ludzkie wymaga światła do wytwarzania witaminy D[potrzebny przypis]. Z drugiej strony Słońce wytwarza też nadfiolet, który może być rakotwórczy (kancerogenny);
- nadmiar promieniowania jonizującego może wywołać chorobą popromienną, ale ten typ promieni ma też zastosowania medyczne, zarówno w diagnozie – np. obrazowaniu – jak i w leczeniu; poświęcona jest im cała specjalizacja lekarska znana jako radiologia. Oprócz tego w latach 20. XXI wieku nie wykluczono hipotezy hormezy radiacyjnej, zgodnie z którą obecne w środowisku niskie dawki promieniowania jonizującego mają działanie profilaktyczne;
- niektóre rodzaje promieniowania jak to neutrinowe lub grawitacyjne oddziałują z materią zbyt słabo, żeby wpływać na funkcjonowanie[3].